# 와다 노부카타

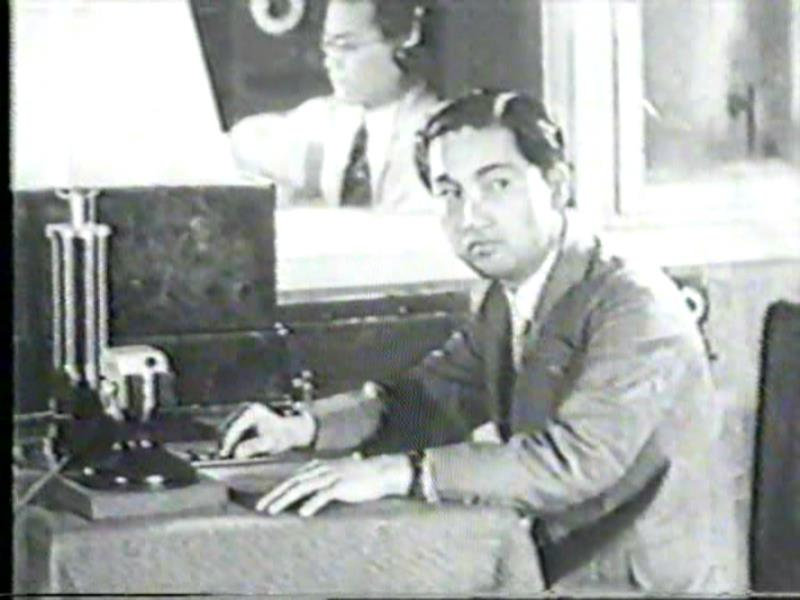

와다 노부카타(和田信賢, 1912년 6월 19일-1952년 8월 14일)는 일본의 전 아나운서로, 일본방송협회에서 근무하였다. 1945년 8월 15일 정오, 그는 옥음방송을 진행했었다. 그의 이름을 유식자 읽기로 발음하면 '와다 신켄'이라고도 한다.

## 생애
와다 노부카타는 1912년 6월 19일 일본 도쿄에서 태어났으며, 1934년 NHK(당시 사단법인 일본방송협회)에 아나운서로 입사했다. 그는 주로 스포츠 중계를 맡았으며, 1945년 8월 15일 옥음방송을 진행하였다. 일본이 제2차 세계대전에서 패한 후, 그는 1952년 하계 올림픽 중계를 하러 헬싱키로 떠났다. 그러나 그 해 8월 14일, 올림픽이 끝난 후 귀국하던 도중 경유지인 프랑스 파리에서 수면부족으로 인해 인근 병원에서 치료받던 도중 사망했다.(향년 40세)

## 옥음방송
1945년 8월 15일, 와다 노부카타는 대동아 전쟁 종결의 조서(일본어: 大東亜戦争終結ノ詔書 (だいとうあせんそうしゅうけつしょうしょ 다이토-아 센소 슈케츠노 쇼-쇼), 이른바 옥음방송을 진행하였다.
| “ | "지금부터 중대한 방송이 있겠습니다. 전국의 청취자 여러분께서는 기립하여 주시기 바랍니다." | ” |
|   | — 1945년 8월 15일, 옥음방송 직전의 멘트                                                   |   |

쇼와 천황의 육성이 모두 송출된 후, 와다는 천황의 목소리를 알아듣지 못한 국민들을 위해 조서를 다시 한 번 낭독했다.
| “ | "삼가 조서를 봉독드리겠습니다. (천황의 육성과 같은 내용-4분 30초가량) 삼가 조서 봉독을 마치겠습니다." | ” |
|   | — 1945년 8월 15일, 종전 조서 봉독 당시의 멘트                                                         |   |

조서 봉독이 끝난 후, 와다는 당시 일본의 총리였던 스즈키 간타로가 작성한 내각고유 또한 대독(代讀)하였으며, 포츠담 선언, 카이로 선언, '평화의 재건을 위해 국민들이 가져야 할 자세'에 대한 내용 등등을 방송했다. 이 방송은 NHK가 라디오를 통해 정오부터 37분간 계속되었다.

## 당시 와다의 기록
와다 노부카타는, '옥음을 방송하면서, 동료 보도부원들은 이 방송을 기립한 채로 오열하면서 듣고 있었다'고 자신의 회고록에 언급하였다.